# Xã Pioneer, Quận Faulk, Nam Dakota
Xã Pioneer (tiếng Anh: Pioneer Township) là một xã thuộc quận Faulk, tiểu bang Nam Dakota, Hoa Kỳ. Năm 2010, dân số của xã này là 25 người.